# California Institute of Technology

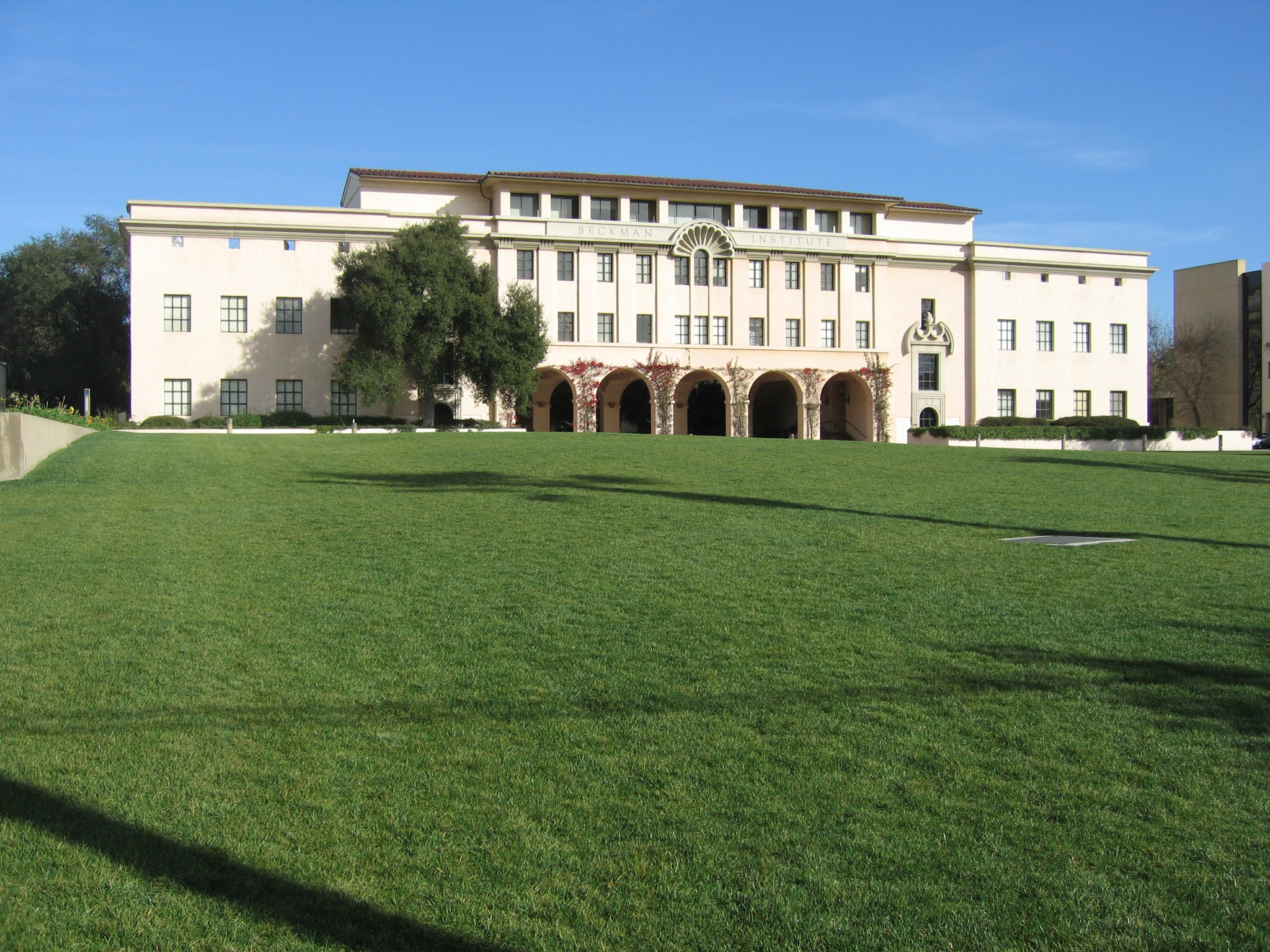
Beckman-Institut

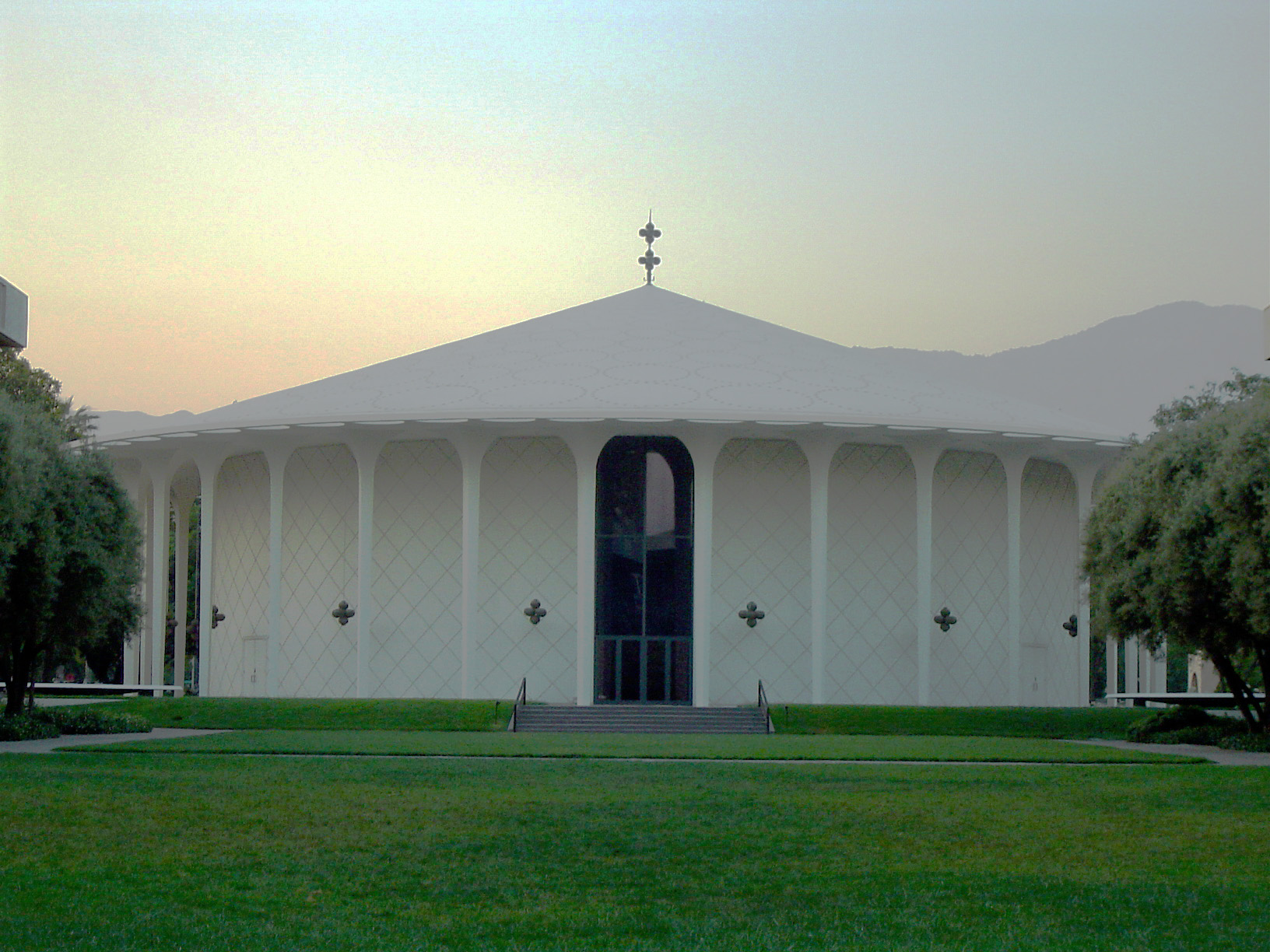
Beckman-Auditorium

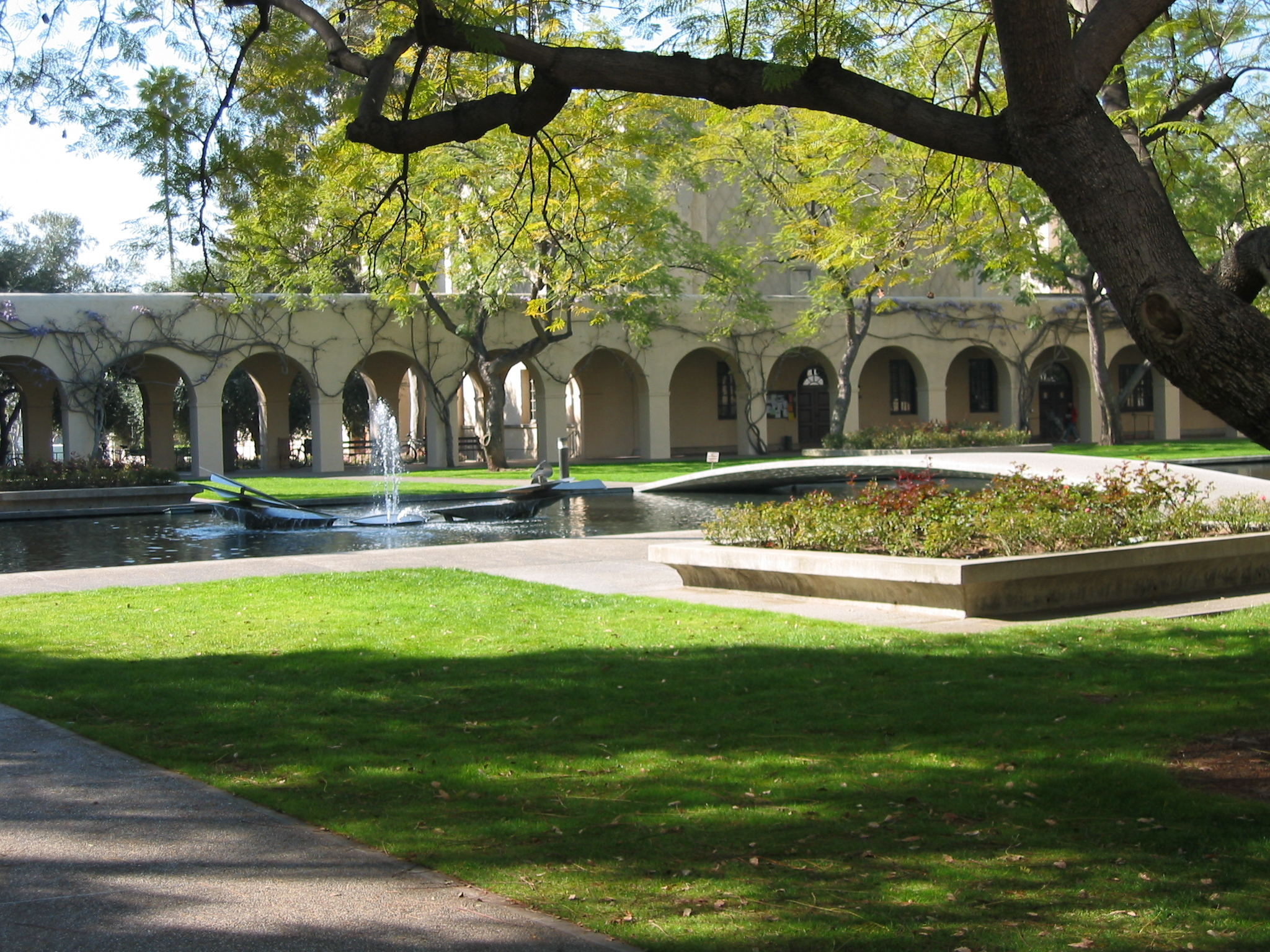
Caltech-Campus

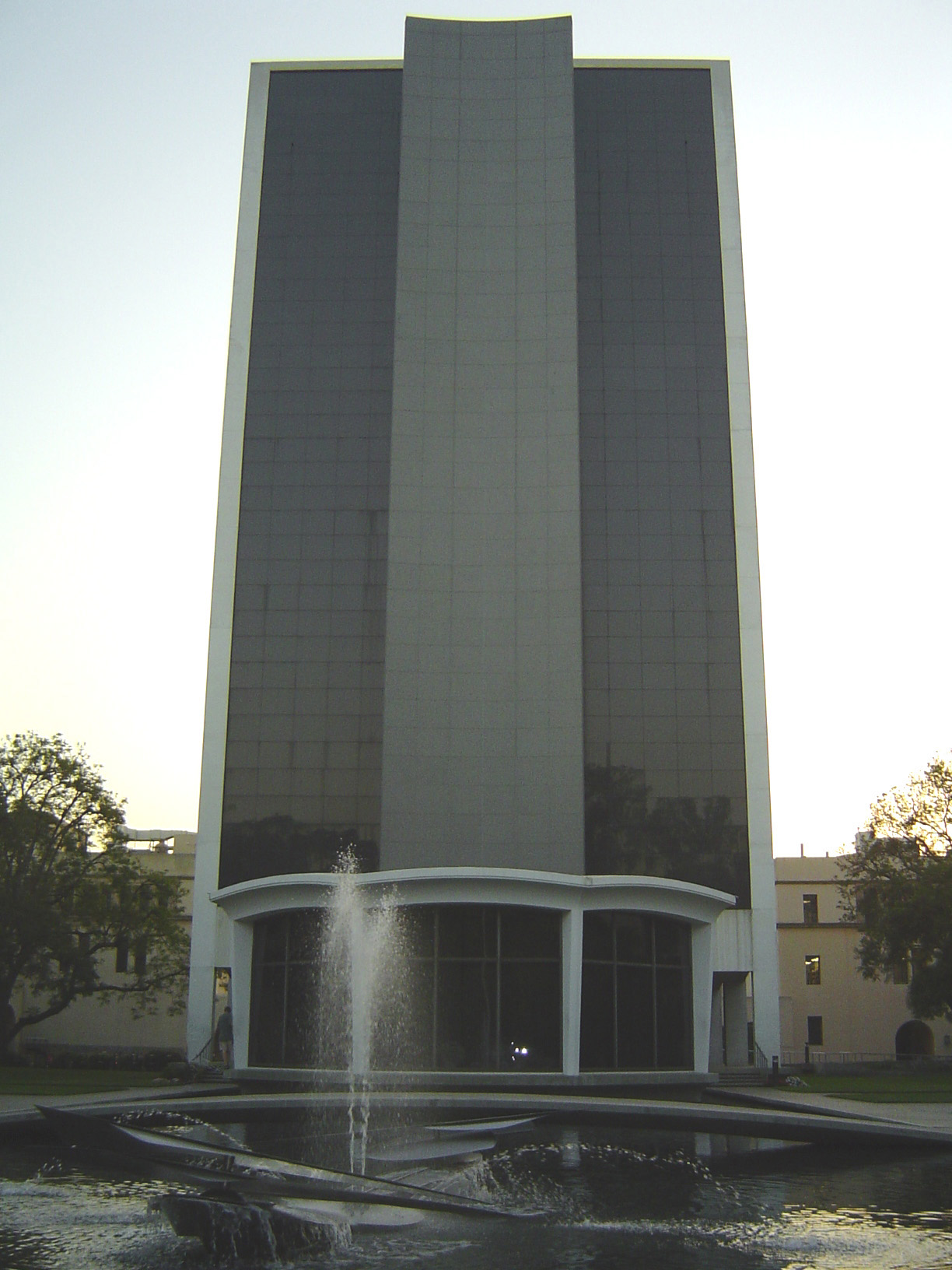
Millikan Library

Das California Institute of Technology (deutsch Technische Hochschule Kaliforniens), besser bekannt als Caltech, ist eine private Spitzenuniversität in Pasadena im Los Angeles County, die auf Natur- und Ingenieurwissenschaften spezialisiert ist.

## Beschreibung
Die Forschungsuniversität wurde 1891 mit nur 31 Studenten gegründet. Bis heute ist die Zahl der Studenten (2.397 im Herbst 2021) im Vergleich zum großen Rivalen MIT mit ähnlichem Forschungsprofil sehr gering, wobei sich ein großer Teil von ihnen in einem postgradualen Studium befindet. Die Hochschule ist Mitglied der Association of American Universities, eines seit 1900 bestehenden Verbundes führender forschungsintensiver nordamerikanischer Universitäten.
Das Jet Propulsion Laboratory der NASA, welches den Betrieb von Weltraumsonden überwacht, ist Teil der Universität. Das Institut ist an das Forschungsnetzwerk BIRN angeschlossen. Präsident der Universität ist seit dem 1. Juli 2014 Thomas F. Rosenbaum (* 1955).
Mit ca. 300 Professoren und 2171 Studenten (2016/2017) ist die wissenschaftlich hochproduktive Universität extrem klein, trotzdem gehört sie laut diversen Rankings zu den zehn besten Universitäten der Welt. Im The Times Higher Education Supplement (2011/2012) wurde sie allgemein und für die Ingenieurwissenschaften sowie Physik sogar als weltweit beste Universität bewertet. In der Geschichte der Universität haben 37 Angehörige und Ehemalige insgesamt 38 Nobelpreise gewonnen, davon 17 in Physik, zehn in Physiologie oder Medizin, acht in Chemie, zwei in Ökonomie sowie einen Friedensnobelpreis.
1891 wurde das Throop College (nach dem Gründer Amos G. Throop (1811–1894)) gegründet und erhielt erst 1921 seinen heutigen Namen und den Rang einer Universität. Zu den prägenden Wissenschaftlern der Anfangsphase in den 1920er Jahren gehörten George Ellery Hale, Arthur Amos Noyes und Robert Andrews Millikan.

## Zahlen zu den Studierenden
Im Herbst 2021 waren 2.397 Studierende eingeschrieben. Davon strebten 987 (41,2 %) ihren ersten Studienabschluss an, sie waren also undergraduates. 1.410 (58,8 %) arbeiteten auf einen weiteren Abschluss hin, sie waren graduates. Über 24.000 Personen sind Ehemalige (Alumni) der Universität.

## Sport
Die Sportteams sind die Beavers. Die Hochschule ist Mitglied in der Southern California Intercollegiate Athletic Conference.

## Persönlichkeiten
Nobelpreisträger unter den Alumni und Professoren des California Institute of Technology:
- Robert Andrews Millikan (1868–1953) – Physik 1923
- Thomas Hunt Morgan (1866–1945) – Medizin 1933
- Carl David Anderson (1905–1991) – Physik 1936
- Edwin Mattison McMillan (1907–1991) – Chemie 1951
- Linus Carl Pauling (1901–1994) – Chemie 1954, Frieden 1962
- William Bradford Shockley (1910–1989) – Physik 1956
- George Wells Beadle (1903–1989) – Medizin 1958
- Donald Arthur Glaser (1926–2013) – Physik 1960
- Rudolf Mößbauer (1929–2011) – Physik 1961
- Charles Hard Townes (1915–2015) – Physik 1964
- Richard Feynman (1918–1988) – Physik 1965
- Murray Gell-Mann (1929–2019) – Physik 1969
- Max Delbrück (1906–1981) – Medizin 1969
- Leo James Rainwater (1917–1986) – Physik 1975
- David Baltimore (* 1938) – Medizin 1975
- Renato Dulbecco (1914–2012) – Medizin 1975
- Howard Martin Temin (1934–1994) – Medizin 1975
- William Lipscomb (1919–2011) – Chemie 1976
- Robert Woodrow Wilson (* 1936) – Physik 1978
- Roger Sperry (1913–1994) – Medizin 1981
- Kenneth Geddes Wilson (1936–2013) – Physik 1982
- William Alfred Fowler (1911–1995) – Physik 1983
- Rudolph A. Marcus (* 1923) – Chemie 1992
- Edward B. Lewis (1918–2004) – Medizin 1995
- Douglas Osheroff (* 1945) – Physik 1996
- Robert C. Merton (* 1944) – Wirtschaft 1997
- Ahmed H. Zewail (1946–2016) – Chemie 1999
- Leland H. Hartwell (* 1939) – Medizin 2001
- Vernon Lomax Smith (* 1927) – Wirtschaft 2002
- H. David Politzer (* 1949) – Physik 2004
- Robert H. Grubbs (1942–2021) – Chemie 2005
- Martin Karplus (1930–2024) – Chemie 2013
- Eric Betzig (* 1960) – Chemie 2014
- Arthur B. McDonald (* 1943) – Physik 2015
- Kip Thorne (* 1940) – Physik 2017
- Barry Barish (* 1936) – Physik 2017
- Michael Rosbash (* 1944) – Medizin 2017
- Frances H. Arnold (* 1956) – Chemie 2018
- Andrea Ghez (* 1965) – Physik 2020

## Rezeption
Die vier männlichen Hauptfiguren sowie eine weibliche Hauptfigur der Sitcom The Big Bang Theory – der theoretische Physiker Sheldon Cooper, der Experimentalphysiker Leonard Hofstadter, der Astrophysiker Rajesh Koothrappali, der Ingenieur/Astronaut Howard Wolowitz sowie die Neurobiologin Amy Farrah Fowler – sind allesamt beim Caltech beschäftigt.
Alex Dunphy aus der Fernseh-Comedyserie Modern Family studiert ebenfalls am Caltech.
Der Film The PHD Movie spielt ebenfalls am Caltech. Er ist eine Adaption der PhD Comics von Jorge Cham.
Der Campus und einige Gebäude des Caltech dienen in der Fernsehserie Numbers – Die Logik des Verbrechens als Drehort. Allerdings wird es in der Serie nicht unter dem realen Namen genannt, sondern stellt das fiktive California Institute of Science (CalSci) dar.
Auch der Film San Andreas spielt zum Teil am Caltech.